# NGC 910
NGC 910 (други обозначения – UGC 1875, MCG 7-6-14, ZWG 539.17, PGC 9201) е елиптична галактика (E) в съзвездието Андромеда.
Обектът присъства в оригиналната редакция на „Нов общ каталог“.